# Cecilia Lundqvist
Cecilia Lundqvist, född 1971 i Eskilstuna är en svensk konstnär.
Cecilia Lundqvist arbetar med animerade filmer. I sina filmer blandas en docksöt estetik med en surrealistisk, ofta våldsam handling. Filmen Smile (2003) speglar ett likriktat samhälle där en kvinna bestämmer sig för att gå mot strömmen, vilket leder till ödesdigra konsekvenser. Filmens berättarröst är tagen från gamla parlörband på engelska medan bildmaterialet främst kommer från reklamtidningar.
Cecilia Lundqvist är utbildad vid Konstfack och Kungliga Konsthögskolan. Hon har ställt ut i stor omfattning i Sverige såväl som utomlands och är representerad i Moderna museets samling och vid Centre Georges Pompidou i Paris.